# Fabrice P. Rivault
Pour les articles homonymes, voir Rivault.
Fabrice P. Rivault, né à Paris[Quand ?], est un chercheur franco-canadien (Québec), professionnel des communications et des relations publiques.
Fabrice Rivault est à l’origine d’une nouvelle branche de recherche en sciences sociales, la « culturologie politique internationale », qui vise à comprendre de manière explicitement scientifique l’impact des variables culturelles sur l’évolution des relations internationales.
Titulaire d’un MBA en science politique de l’université McGill, Fabrice Rivault est également un professionnel des communications et des relations publiques activement impliqué au sein du Parti libéral du Canada. Il est Directeur des communications et politiques de l'aile québécoise du Parti libéral du Canada quand il initie et coordonne, avec l’appui de Hervé Rivet, Marc Garneau, William Hogg et Marc Bélanger, le processus qui conduisit en octobre 2006 à la reconnaissance de la nation québécoise par le Parti libéral du Canada (Québec) et - 37 jours plus tard - par la Chambre des communes du Canada,,,,,,,,,,.
En 2007, Rivault se présente comme aspirant candidat du Parti libéral du Canada dans Laurier—Sainte-Marie, une circonscription montréalaise représentée par Gilles Duceppe, chef du Bloc québécois. Comme Marc Garneau et d'autres libéraux qui avaient milité pour la reconnaissance de la nation québécoise, il se voit refuser de porter les couleurs du parti par Stéphane Dion, Chef du Parti libéral du Canada de 2006 à 2008.
Le rôle central de Fabrice Rivault lors de cette reconnaissance historique est toutefois souligné par l’éditeur en chef de La Presse, André Pratte, lequel lui offre la possibilité d’écrire sur le sujet avec Hervé Rivet dans son livre Reconquérir le Canada : Un nouveau projet pour la nation québécoise, aux côtés de Martin Cauchon, Marc Garneau et Benoit Pelletier. Fabrice Rivault et Hervé Rivet sont deux des tout premiers politiciens fédéralistes canadiens à proposer que la reconnaissance de la nation québécoise soit éventuellement enchâssée dans la Constitution canadienne. La même année, Rivault publie une lettre ouverte avec William Hogg, un des principaux défenseurs de la reconnaissance de la nation québécoise au sein du Canada, sommant le Premier ministre conservateur du Canada, le Très honorable Stephen Harper, de ne pas utiliser cette reconnaissance pour des fins partisanes,.
De 2007 à 2010, Fabrice Rivault est Directeur des communications, puis Attaché de presse et Adjoint législatif, de l’ancien astronaute Marc Garneau, député fédéral de Westmount—Ville-Marie, Porte-parole libéral en matières d’industrie, de science et de technologies et Lieutenant de Michael Ignatieff pour le Québec. Partisan de Bob Rae durant la course à l’investiture du Parti libéral du Canada de 2009, Rivaut se présente à la Vice-présidence (francophone) du parti lors du Congrès d’investiture de 2009 et quitte ses fonctions à la Chambre des communes du Canada en 2010 pour fonder Consultants Without Borders, la division nord-américaine de Consultant sans frontières.

## Ouvrages
- Culturologie Politique Internationale : Une approche systémique et matérialiste de la culture et du système social global, McGill, Montréal, 1999, Culturology Press Inc.
- « La Nation Québécoise : De la reconnaissance informelle à l’enchâssement constitutionnel » dans Reconquérir le Canada : Un nouveau projet pour la nation québécoise, sous la direction d’André Pratte, Éditions Voix Parallèles, Montréal, 2007.
- “The Québec Nation: From Informal Recognition to Enshrinement in the Constitution” in Reconquering Canada : Québec Federalists Speak Up for Change, Edited by André Pratte, Douglas & McIntyre, Toronto, 2008.